# Fernand Doré (espérantiste)
 (juillet 2021).
Si vous disposez d'ouvrages ou d'articles de référence ou si vous connaissez des sites web de qualité traitant du thème abordé ici, merci de compléter l'article en donnant les références utiles à sa vérifiabilité et en les liant à la section « Notes et références ».
Pour les articles homonymes, voir Doré et Fernand Doré.
Fernand Doré (Fontaine-les-Grès (Aube), 19 mars 1860 - Troyes, 7 février 1922) est un industriel et espérantiste français.
Industriel du secteur de la bonneterie (société Doré Doré), conseiller du commerce extérieur de la France, Fernand Doré fonda en 1920 le conservatoire de musique de Troyes. Président de diverses sociétés touristiques et sportives, il créa le 24 octobre 1903 le groupe espérantiste de Troyes, dont il assuma la présidence jusqu’à sa mort.
Le conservatoire de musique s'installa dans une maison lui appartenant, sise au carrefour du boulevard Gambetta et la rue Diderot à Troyes. Cette maison  fut léguée par Fernand Doré, à la ville de Troyes, en 1922. Entre 1940 et 1944, le bâtiment fut le siège de la Gestapo, police secrète du troisième Reich.
L'immeuble revint ensuite à sa fonction première en tant  que Centre national culturel pour la Musique, le Théâtre  et les arts dramatiques.
Fernand Doré fut également l'innovateur de la Grande fête de la Bonneterie, à Troyes, en 1907, avec élection d'une reine de la Bonneterie.
Cette fête de trois jours eut un succès sans précédent.

## Œuvres
- Journal de voyage d’un Troyen en Extrême-Orient et autour du monde (avec une préface de Henri Jullemier), imprimerie de G. Ardouin, Troyes, 1900.